# Protidricerus exilis
Protidricerus exilis är en insektsart som först beskrevs av Robert McLachlan 1894. 
Protidricerus exilis ingår i släktet Protidricerus och familjen fjärilsländor. Inga underarter finns listade i Catalogue of Life.